# Bezins-Garraux
Bezins-Garraux è un comune francese di 55 abitanti situato nel dipartimento dell'Alta Garonna, nella regione dell'Occitania.

## Società

### Evoluzione demografica
Abitanti censiti